# Bygdedräkter i Gillbergs och Näs härader samt Säffletrakten

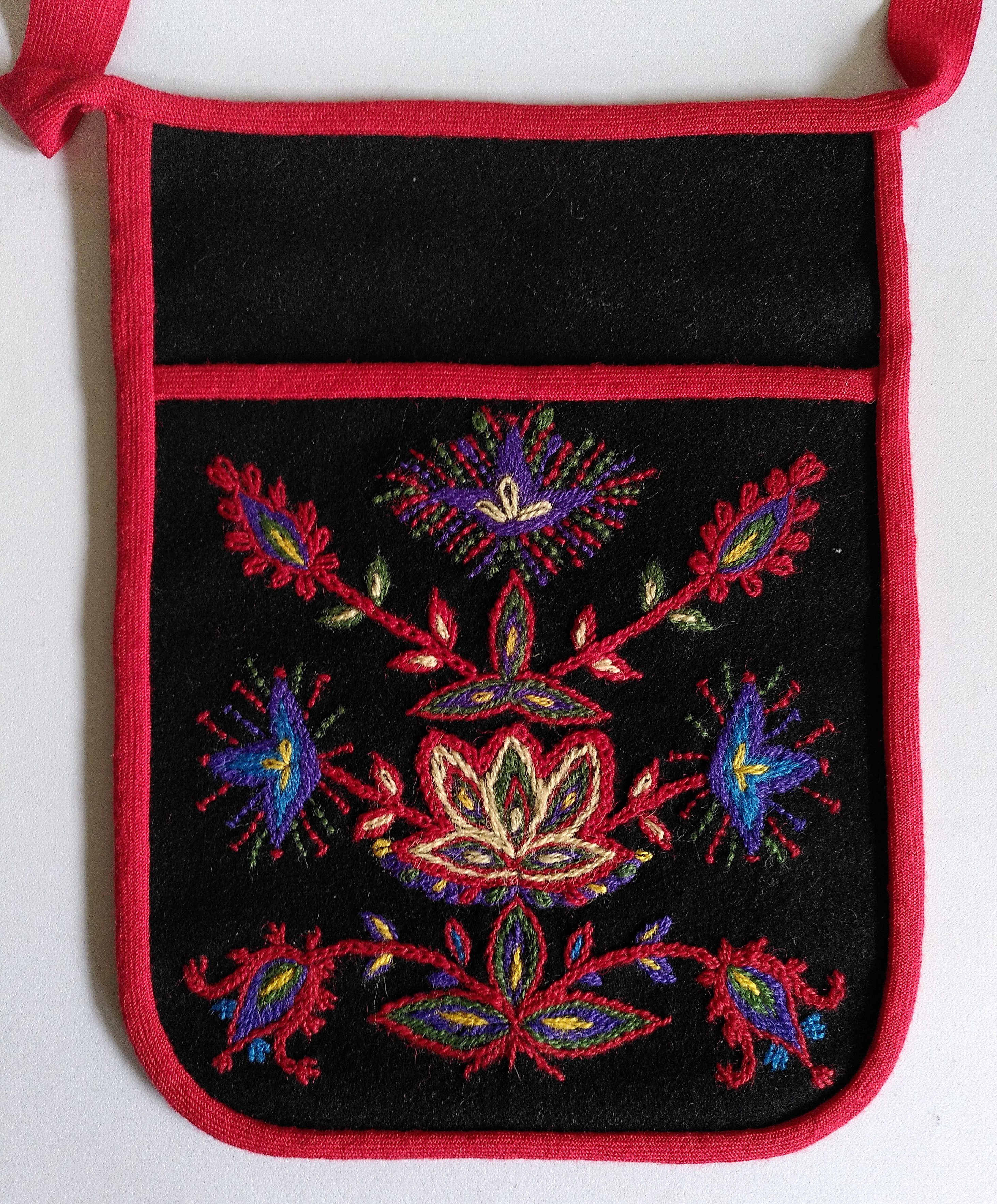
Replika av allmogeväska, original från Rotviken, Värmland, Sverige. Del av Gillbergadräkten.

Bygdedräkter i Gillbergs härad, Näs härad samt kring Säffle.

## Glava socken
Rekonstruerad efter inventering  av gamla bouppteckningar , Invigd 1974 .
| Plaggtyp   | Beskrivning                                                     | Ursprung                                                                                 |
| ---------- | --------------------------------------------------------------- | ---------------------------------------------------------------------------------------- |
| Kjol       | Rödsvart reggarnskjol, tuskaft , hemvävt hellinnefoder, randigt |                                                                                          |
| Liv        | Röd ylledamast, köpt i Norge                                    | Förlaga från 1700-tal, Bulterud , barkanlivstycke                                        |
| Överdel    | Vitt linne                                                      | Brukligt utseende enligt 1700 och 1800-tal                                               |
| Förkläde   | Bomull med småmönstrat rött tryck                               | Kattun vanligt, det valda klädet från gammalt lapptäcke, tryckt av Ulla Karlsson, Arvika |
| Halskläde  | Siden, som gärna kan vara mörkt                                 |                                                                                          |
| Huvudbonad | Bindmössa med stycke                                            |                                                                                          |
| Ytterplagg |                                                                 |                                                                                          |
| Fotdon     |                                                                 |                                                                                          |

## Långseruds socken
Mans- och kvinnodräkt invigda 1974 
Vita fingervantar och kjolväska bärs till högtidsdräkt, den senare till hälften synlig under förklädet . Till vintern bärs väska på vänster sida samt nålbundna vantar i naturvitt ullgarn.
Långserudsdräkten kan även användas till begravning med delarna: vit sockerduk eller svart/grön sidenschal, vitt bomullsförkläde med bred fåll, svart vadmalströja, fingervantar i vit bomull, nålbundna vantar i naturvitt ullgarn eller skinnvantar .
| Plaggtyp   | Beskrivning | Ursprung |
| ---------- | --- | -------- |
| Kjol       | Mörkrandig med röd kantfläta , ull/bomull |          |
| Liv        | Rött skjörtlivstycke med häkor , damast |          |
| Överdel    | Linnesärk eller överdel med påsydd nederdel med rött broderat monogram |          |
| Förkläde   | Vardag: Randig i bomull Högtid: Tryckt Vinter: grönt ylle |          |
| Halskläde  | Vardag: Rutig i bomull l Schalnål eller enkel brosch i silver Högtid: Mörkt halskläde av siden av grönt siden eller vit sockerduk med tambursöm Silversölja eller egen äldre silverbrosch Vinter: grön siden schal |          |
| Huvudbonad | Vardag: Linnehatt med knypplad spets Högtid: Bindmössa med stycke På vintern kan ylleschal bäras utomhus |          |
| Ytterplagg | Tröja i svart vadmal |          |
| Fotdon     | Naturvita yllestrumpor Svarta skor |          |

Till högtid även mönsterstickade muddar i rött och naturvitt ullgarn samt kavelfrans samt vantar i nålbundet natursvart ullgarn/skinnvantar .
| Plaggtyp   | Beskrivning                                                                                                | Ursprung |
| ---------- | --- | -------- |
| Byxor      | Gula i mollskinn eller sööbrun vadmal . Knappar och spännen av mässing .                                   |          |
| Väst       | Vardag: Mörkrandig med ståndkrage och häktor , randigt ull/bomull Högtid: Röd damast med parställda fåglar |          |
| Överdel    | Linneskjorta                                                                                               |          |
| Halskläde  | |          |
| Huvudbonad | Röd kilmössa, så kallad “trindmössa”                                                                       |          |
| Ytterplagg | Högtid: Långrock av sööbrun vadmal Svart hatt med vävt band                                                |          |
| Fotdon     | Vita strumpor i ylle Rödvita strumpeband , flätade                                                         |          |

## Säffle-Tveta
Säffle-Tveta är inte med i dräktkartan från 1975 .
Säffle-Tvetas klädsel från skiftet till 1900-talet. Det är bevarade plagg från trakten som man har använt som förebild. De bevarade kläderna finns på hembygdsgården i Säffle .
| Plaggtyp   | Beskrivning | Ursprung                      |
| ---------- | --- | ----------------------------- |
| Kjol       | Mörkblå yllemuslin, helfodrad och med vidden samlad bak                                                                             |                               |
| Liv        | Vid denna tiden finns inga livstycken                                                                                               |                               |
| Överdel    | Linneblus med stora broderier. En annan enkel blus till finns också bevarad till klädseln.                                          |                               |
| Förkläde   | Av mönstervävd bomull, typiskt runt skiftet till 1900. Kläderna bäras utan förkläde till högtid                                     | Målningar av Carl Wilhelmsson |
| Halskläde  | |                               |
| Huvudbonad | Huvudduken kan mycket gärna knytas under hakan. Till fest: utan huvudduk, men gärna med en liten piffig hatt på det uppsatta håret. |                               |
| Ytterplagg | Kan bäras en jacka av kraftigt ylletyg med hårt insvängd midja och ärmar med vidd upptill.                                          |                               |
| Fotdon     | |                               |

## Värmlandsnäs
Komponerad . Invigd 1959 .
Är med stor sannolikhet den dräkt som benämns som Värmlandsbro-dräkten, utformad 1958 ().
| Plaggtyp   | Beskrivning | Ursprung                                                                  |
| ---------- | --- | ------------------------------------------------------------------------- |
| Kjol       | Grön |                                                                           |
| Liv        | Randigt skjörtlivstyck och snörning, . Terrakottafärgat, randat i blått, gult och beige vävt med åttaskafts gåsögon. |                                                                           |
| Överdel    | Av vitt linne |                                                                           |
| Förkläde   | Förkläde med blått tryckt mönster, , blå-vitt kattuntryck, som trycktes av textilkonstnärinnan Jobs                  | Nordiska museets dräktsamlingar                                           |
| Halskläde  | Halskläde hör inte till dräkten . Bärs dock på bilder.                                                               |                                                                           |
| Huvudbonad | Bindmössa med stycke , av skärt atlassiden broderad i tambursöm                                                      | Från Thyra Ström, Gösta. Den återfanns mellan stockarna på vinden i Gösta |
| Ytterplagg | |                                                                           |
| Fotdon     | Vita strumpor och svarta skor.                                                                                       |                                                                           |

## Gillberga socken, Värmland
Komponerad, använd sedan 1964 och invigd 1967. Med små variationer bärs samma dräkt i Svanskog, Kila och Värmlands Nysäter.
Till dräkten bäres en kjolsäck (så kallad “taska” ) med yllebroderier . Originalet hittades i Rotviken .
| Plaggtyp   | Beskrivning | Ursprung                                         |
| ---------- | --- | ------------------------------------------------ |
| Kjol       | Anges som svart kjol med smala röda ränder i en källa men som blå med röd randning i fler Varprandad i mörkblått med smala röda ränder. Inslaget är av ull. En liten tygbit har hittats. Sys enligt Hemslöjdens standardmodell, med ett vävt slitband på insidan nertill | Tygbit från gården Kik                           |
| Liv        | Rött skörtlivstycke Tyget vävt av bomullsgarn i treskaftskypert på oblekt varp och rött inslag. Linnefodras. Sys enligt Hemslöjdens standardmodell från ungefär år 1800 . | Enligt 2 bevarande livstycken från runt 1880-tal |
| Överdel    | Vitt linne med broderier vid halsringning . Överdel vit med ståndskrage . Särköverdel av linne. Sys enligt Hemslöjdens standardmodell. Plagget bör förses med en nederdel av grövre linne, så som man hade förr . |                                                  |
| Förkläde   | Beskrivs som: randigt i röda nyanser , röd/blårandigt eller randigt med ljus botten . Högtidsförkläde sommar: Grön botten med rött mönster, tryckt på halvlinne, hemslöjdens standardmodell Högtidsförkläde vinter: rött treskaftskyperats halvylletyg, hemslöjdens standardmodell | Enligt förlaga i Dammänga                        |
| Halskläde  | Vitt halskläde med röda rutor Högtid: sidenhalskläde, damastvävt och rutigt i de färger ev gåvogivare tyckte om . Halsklädet kan bäras hopsatt med en slöja eller med instoppade snibbar i ringningen fram. Lämpligt till värmländska dräkter är en krönt hjärtsölja av silver, eventuellt med hängande löv . |                                                  |
| Huvudbonad | Linnehatt för gift kvinna oavsett tillfälle med håret i oppombindning under linnehatten . eller Bindmössa med stycke kan användas till högtid (gift och ogift) med håret uppsatt under bindmössan . |                                                  |
| Ytterplagg | Blå vadmalströja med linnefoder. Bäres ej under ”barärmatiden” som infaller mellan Kristi Himmelsfärdsdag och Mickelsmäss. På sommaren kan man ta en vit långärmad undertröja under linneplagget, för att hålla sig varmare, eller en vävd sjal. |                                                  |
| Fotdon     | Naturvita yllestrumpor som bör nå till knäets överkant och hållas uppe med hjälp av strumpeband som göres av ungefär 28 trådar filtgarn, som varpas upp 1,5 meter långt och gärna i ett par färger som ingår i dräkten. Flätas. Knytes runt benet under knät. Svarta skor, gärna med nävermellansula, kallade svenskeskor. Lågklackade, helst snörskor. Om skon har plös, bör den ej ha spännen, för spännen hade en knäppande funktion . |                                                  |

## Svanskogs socken
Samma grunddräkt som Gillberga  .
| Plaggtyp   | Beskrivning                               | Ursprung            |
| ---------- | ----------------------------------------- | ------------------- |
| Kjol       | Som Gillberga                             |                     |
| Liv        | Som Gillberga                             |                     |
| Överdel    |                                           |                     |
| Förkläde   |                                           | Djured, Svanskog    |
| Halskläde  |                                           | Tengelbun, Svanskog |
| Huvudbonad | Linnehatt (gift) Hårband av näver (ogift) |                     |
| Ytterplagg |                                           |                     |
| Fotdon     |                                           |                     |